# حيد الشعراء

تعديل مصدري - تعديل

حيد الشعراء هي إحدى قرى عزلة القارة بمديرية رصد التابعة لمحافظة أبين، بلغ تعداد سكانها 111 نسمة حسب تعداد اليمن لعام 2004.